# Colin écaillé
Callipepla squamata
Espèce
Statut de conservation UICN

 LC  : Préoccupation mineure
Le Colin écaillé (Callipepla squamata) est une espèce d'oiseaux galliformes de la famille des Odontophoridae.
C'est un oiseau gris bleuâtre vivant dans les régions arides du sud-ouest des États-Unis et jusqu'au centre du Mexique. Cette espèce est une ramification précoce du genre Callipepla qui a divergé au Pliocène.
Cet oiseau doit son nom à l'apparence écailleuse des plumes de sa poitrine et de son dos. En plus de ses marques en écailles, l'oiseau est facilement reconnaissable à sa crête blanche qui ressemble à une touffe de coton.
Son nid est généralement une coupe en herbe contenant de 9 à 16 œufs tachetés. Lorsqu'il est dérangé, il préfère courir plutôt que voler.

## Liste des sous-espèces
Selon la classification de référence du Congrès ornithologique international (version 15.1, 2025) :
- Callipepla squamata pallida Brewster, 1881 — sud-ouest des États-Unis et nord-ouest du Mexique ;
- Callipepla squamata hargravei Rea, 1973 — centre-sud des États-Unis ;
- Callipepla squamata castanogastris Brewster, 1883 — sud du Texas et nord-est du Mexique ;
- Callipepla squamata squamata (Vigors, 1830) — nord et centre du Mexique.